# Molineriella laevis
Molineriella laevis é uma espécie de planta com flor pertencente à família Poaceae. 
A autoridade científica da espécie é (Brot.) Rouy, tendo sido publicada em Flore de France 14: 103. 1913.
O seu nome comum é erva-fina-maior.

## Portugal
Trata-se de uma espécie presente no território português, nomeadamente em Portugal Continental.
Em termos de naturalidade é nativa da região atrás indicada.

## Protecção
Não se encontra protegida por legislação portuguesa ou da Comunidade Europeia.